# Zemljopis Bjelorusije
Bjelorusija je kopnena (bez izlaza na more) uglavnom ravničarska zemlja (prosječna nadmorska visina je 162 metara iznad morske razine), bez prirodnih granica, zauzima površinu od 207.600 kvadratnih kilometara, odnosno nešto manje od Velike Britanije ili američke države Kansas. Susjedne zemlje su Rusija na istoku i sjeveroistoku, Latvija na sjeveru, Litva na sjeverozapadu, Poljska na zapadu, te Ukrajina na jugu.

## Klima
Zbog blizine Baltičkog mora (257 km ili 160 km na najbližem mjestu), zemlja ima umjerenu kontinentalnu klimu. Zima traje između 105 i 145 dana, a ljeta trajaju do 150 dana. Prosječna temperatura u siječnju je -6 °C, a prosječna temperatura u srpnju je oko 18 °C s visokom vlagom. Prosječna godišnja količina oborina kreće se od 550 do 700 mm.

## Statistika
površina
- ukupno: 207,600  km²
- zemlja po veličini u svijetu: 92.
- kopno: 207,600  km²
- voda:

usporedba površine
- Australija usporedna: malo manja od Victorije
- Kanada usporedna: upola manja od Newfoundlanda i Labradora
- Europe usporedna: malo manja od Velike Britanija i Rumunjske
- SAD usporedna: malo manja od Kansasa

granice
- ukupno: 3,306 km
- državne granice: Latvija 171 km, Litva 680 km, Poljska 605 km, Rusija 959 km, Ukrajina 891 km

obala
- 0 km (kopnena zemlja)

visinske krajnosti
- najniža točka: Njemen 90 m
- najviša točka: Dzeržinska gora 346 m

## Resursi i upotreba zemljišta
prirodni resursi
- šume, jezera, poljoprivredna zemljišta, treset, male količine nafte i zemnog plina, granit, vapnenački dolomit, lapor, kreda, pijesak, šljunak i glina.
- najznačajniji ekološki problem u državi je posljedice Černobilske katastrofe kada su vjetrovi odnijeli preko 70 % radioaktivnih čestica s mjesta nesreće prema Bjelorusiji koja je dodatne posljedice osjetila više nego sama Ukrajina.

korištenje zemljišta
- oranice: 0,5%
- trajni nasadi: 0,5%
- ostali: 99% (2005)

navodnjavanje zemljišta
- 1.310 km ² (2003.)

ukupno obnovljivi vodni resursi
- 58 km3 (1997.)
- iskorištavanje vode (domaćinstva/ industrijska/ poljoprivreda)
- ukupno: 2,79 km3/yr (23% / 47% / 30%)
- po glavi stanovnika: 286 m3/god (2000.)

vodni resursi
- oko 42 rijeke i potoka, s ukupnom dužinom od 91.000 km, oko 11.000 jezera, uključujući 470 jezera s površinom većom od 0,5  km². Naroč je najveće jezero (79,2  km², najdublja točka oko 25 m). Značajna su velika močvarna područja, posebno u regiji Polesje.

## Vanjske poveznice
- Černobilski podaci za Bjelorusiju  Arhivirana inačica izvorne stranice od 14. ožujka 2004. (Wayback Machine)
- Transliteracija bjeloruskih zemljopisnih imena sa slovima latinicom  Arhivirana inačica izvorne stranice od 11. siječnja 2007. (Wayback Machine)